# Amoncourt
Amoncourt – miejscowość i gmina we Francji, w regionie Burgundia-Franche-Comté, w departamencie Górna Saona.
Według danych na rok 1990 gminę zamieszkiwało 321 osób, a gęstość zaludnienia wynosiła 79 osób/km² (wśród 1786 gmin Franche-Comté Amoncourt plasuje się na 437. miejscu pod względem liczby ludności, natomiast pod względem powierzchni na miejscu 880.).